# Domingos Duarte
Domingos Sousa Coutinho Meneses Duarte, noto semplicemente come Domingos Duarte (Cascais, 10 marzo 1995), è un calciatore portoghese, difensore del Getafe.

## Caratteristiche tecniche
È un difensore centrale.

## Carriera

### Club
È cresciuto nelle giovanili dello Sporting Lisbona
Ha esordito nella serie A portoghese con la maglia del Belenenses il 14 agosto 2016 in un match perso 2-0 contro il Vitória Setúbal.

### Nazionale
Ha giocato nelle nazionali giovanili portoghesi Under-19, Under-20 ed Under-21.
Nel 2020 ha giocato 3 partite nella nazionale maggiore portoghese.

## Statistiche

### Presenze e reti nei club
Statistiche aggiornate al 19 luglio 2019.
| Stagione                  | Squadra                   | Campionato                | Campionato | Campionato | Coppe nazionali | Coppe nazionali | Coppe nazionali | Coppe continentali | Coppe continentali | Coppe continentali | Altre coppe | Altre coppe | Altre coppe | Totale | Totale | Totale |
| Stagione                  | Squadra                   | Comp                      | Pres       | Reti       | Comp            | Pres            | Reti            | Comp               | Pres               | Reti               | Comp        | Pres        | Reti        | Pres   | Reti   |        |
| ------------------------- | ------------------------- | ------------------------- | ---------- | ---------- | --------------- | --------------- | --------------- | ------------------ | ------------------ | ------------------ | ----------- | ----------- | ----------- | ------ | ------ | ------ |
| 2014-2015                 | Sporting Lisbona B        | SL                        | 10         | 0          | -               | -               | -               | -                  | -                  | -                  | -           | -           | -           | 10     | 0      |        |
| 2015-2016                 | Sporting Lisbona B        | SL                        | 43         | 3          | -               | -               | -               | -                  | -                  | -                  | -           | -           | -           | 43     | 3      |        |
| Totale Sporting Lisbona B | Totale Sporting Lisbona B | Totale Sporting Lisbona B | 53         | 3          |                 | -               | -               |                    | -                  | -                  |             | -           | -           | 53     | 3      |        |
| 2016-2017                 | Belenenses                | PL                        | 28         | 1          | TP+TL           | 1+3             | 0               | -                  | -                  | -                  | -           | -           | -           | 32     | 1      |        |
| 2017-2018                 | Chaves                    | PL                        | 30         | 0          | TP+TL           | 1+1             | 0               | -                  | -                  | -                  | -           | -           | -           | 32     | 0      |        |
| 2018-2019                 | Deportivo                 | SD                        | 39+4       | 4+0        | CR              | 0               | 0               | -                  | -                  | -                  | -           | -           | -           | 43     | 4      |        |
| 2019-2020                 | Granada                   | PD                        | 36         | 3          | CR              | 3               | 0               | -                  | -                  | -                  | -           | -           | -           | 39     | 3      |        |
| 2020-2021                 | Granada                   | PD                        | 26         | 1          | CR              | 2               | 0               | UEL                | 10                 | 0                  | -           | -           | -           | 38     | 1      |        |
| Totale Granada            | Totale Granada            | Totale Granada            | 62         | 4          |                 | 5               | 0               |                    | 10                 | 0                  |             | -           | -           | 77     | 4      |        |
| Totale carriera           | Totale carriera           | Totale carriera           | 216        | 12         |                 | 11              | 0               |                    | 10                 | 0                  |             | -           | -           | 237    | 12     |        |

### Cronologia presenze e reti in nazionale
| Cronologia completa delle presenze e delle reti in nazionale ― Portogallo | Cronologia completa delle presenze e delle reti in nazionale ― Portogallo | Cronologia completa delle presenze e delle reti in nazionale ― Portogallo | Cronologia completa delle presenze e delle reti in nazionale ― Portogallo | Cronologia completa delle presenze e delle reti in nazionale ― Portogallo | Cronologia completa delle presenze e delle reti in nazionale ― Portogallo | Cronologia completa delle presenze e delle reti in nazionale ― Portogallo | Cronologia completa delle presenze e delle reti in nazionale ― Portogallo |
| Data                                                                      | Città                                                                     | In casa                                                                   | Risultato                                                                 | Ospiti                                                                    | Competizione                                                              | Reti                                                                      | Note                                                                      |
| ------------------------------------------------------------------------- | ------------------------------------------------------------------------- | ------------------------------------------------------------------------- | ------------------------------------------------------------------------- | ------------------------------------------------------------------------- | ------------------------------------------------------------------------- | ------------------------------------------------------------------------- | ------------------------------------------------------------------------- |
| 11-11-2020                                                                | Lisbona                                                                   | Portogallo                                                                | 7 – 0                                                                     | Andorra                                                                   | Amichevole                                                                | -                                                                         |                                                                           |
| 24-3-2021                                                                 | Torino                                                                    | Portogallo                                                                | 1 – 0                                                                     | Azerbaigian                                                               | Qual. Mondiali 2022                                                       | -                                                                         |                                                                           |
| 4-9-2021                                                                  | Debrecen                                                                  | Qatar                                                                     | 1 – 3                                                                     | Portogallo                                                                | Amichevole                                                                | -                                                                         |                                                                           |
| Totale                                                                    |                                                                           | Presenze                                                                  | 3                                                                         |                                                                           | Reti                                                                      | 0                                                                         |                                                                           |